# Matías Borràs
Matías Borràs fou un futbolista català de les dècades de 1910 i 1920. Es desconeixen les dades de naixement i defunció, però la seva carrera futbolística transcorregué a Catalunya.

## Trajectòria
Fou jugador del FC Badalona entre els anys 1913 i 1919. El 1919 fitxà pel FC Barcelona, on jugà quatre temporades, amb només un partit oficial la temporada 1919-20, en la qual guanyà el Campionat de Catalunya. Entre 1921 i 1925 jugà al FC Internacional i a la UE Sants, i aquest darrer any tornà al Barcelona, on jugà dues temporades més, només partits amistosos.